# Speicher Am Spreet 2

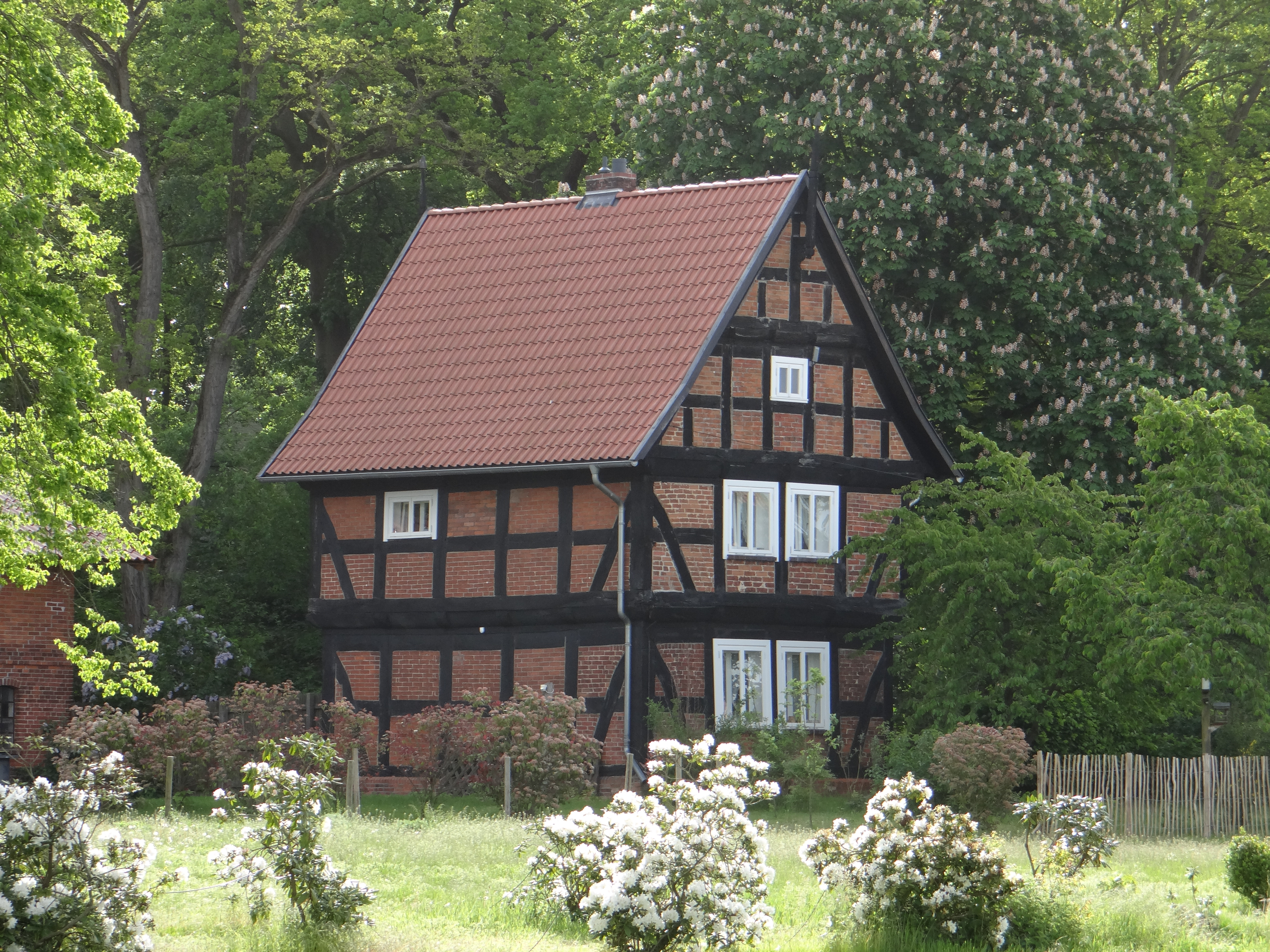
Gartenseite

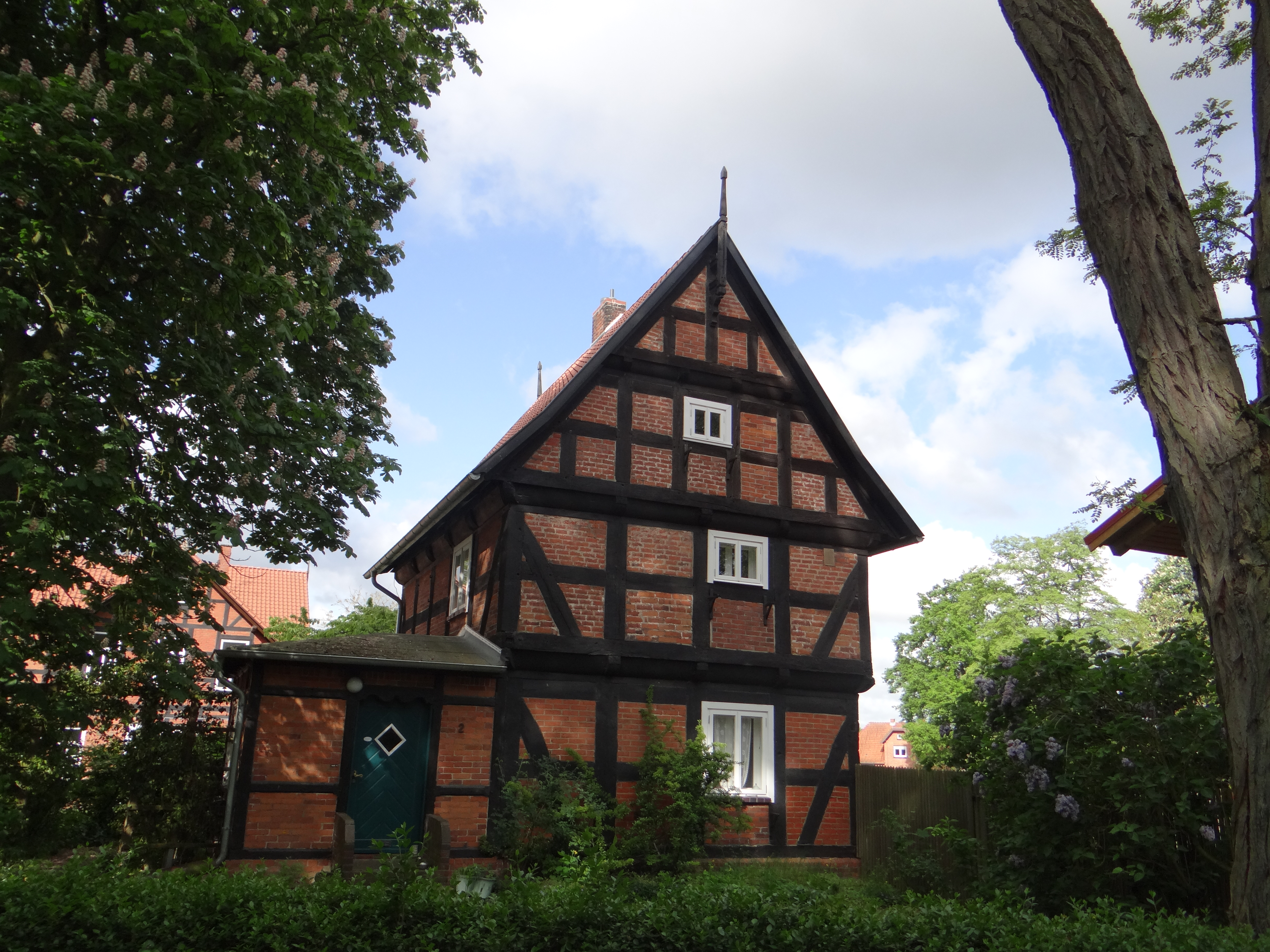
Straßenseite

Der ehemalige Speicher Am Spreet 2, Ecke Zur Zwillingslinde, in Eystrup in der niedersächsischen Samtgemeinde Grafschaft Hoya, stammt aus dem 18. Jahrhundert.

Das Gebäude wird nach Umbauten als Wohnhaus genutzt.
Das Gebäude steht unter Denkmalschutz (siehe auch Liste der Baudenkmale in Eystrup).

## Beschreibung
Das zweigeschossige L-förmige Gebäude in Fachwerk mit Steinausfachungen und mit Satteldach wurde in der zweiten Hälfte des 18. Jahrhunderts gebaut. Das Obergeschoss kragt an allen Seiten aus. Am Anfang des 21. Jahrhunderts wurde der Speicher zu einem Wohnhaus umgebaut.
Das Niedersächsische Landesamt für Denkmalpflege befand: „… geschichtliche  Bedeutung … durch beispielhafte Ausbildung eines zweigeschossigen Speichergebäudes auf geringer Grundfläche … .“